# Stanion
Stanion es un pueblo y una parroquia civil del distrito de Corby, en el condado de Northamptonshire (Inglaterra).

## Demografía
Según el censo de 2001, Stanion tenía 873 habitantes (428 varones y 445 mujeres). 119 (13,63%) de ellos eran menores de 16 años, 647 (74,11%) tenían entre 16 y 74, y 107 (12,26%) eran mayores de 74. La media de edad era de 46,85 años. De los 754 habitantes de 16 o más años, 134 (17,77%) estaban solteros, 530 (70,29%) casados, y 90 (11,94%) divorciados o viudos. 413 habitantes eran económicamente activos, 400 de ellos (96,85%) empleados y otros 13 (3,15%) desempleados. Había 7 hogares sin ocupar y 382 con residentes.
| 248                         | 236 | 297 | 313 | 334 | 365 | - | - | 353 | 312 | 293 | 324 | 299 | 300 | - | 305 | 508 |
| (Fuente: Vision of Britain) |     |     |     |     |     |   |   |     |     |     |     |     |     |   |     |     |